# Reprezentacja Chińskiej Republiki Ludowej na Mistrzostwach Świata w Narciarstwie Klasycznym 2009
Reprezentacja Chin na Mistrzostwach Świata w Narciarstwie Klasycznym 2009 liczyła 6 sportowców. Najlepszym wynikiem było 14. miejsce w sprincie drużynowym kobiet.

## Medale

### Złote medale
Brak

### Srebrne medale
Brak

### Brązowe medale
Brak

## Wyniki

### Biegi narciarskie mężczyzn
Sprint
- Xu Wenlong – 66. miejsce (odpadł w kwalifikacjach)

Bieg na 15 km
- Xu Wenlong – 66. miejsce

Bieg na 50 km
- Xu Wenlong – 48. miejsce

### Biegi narciarskie kobiet
Sprint
- Song Bo – 50. miejsce (odpadła w kwalifikacjach)
- Man Dandan – 56. miejsce (odpadła w kwalifikacjach)
- E Yincui – 58. miejsce (odpadła w kwalifikacjach)

Sprint drużynowy
- Man Dandan, E Yincui – 14. miejsce

Bieg na 10 km
- Li Hongxue – 31. miejsce
- Li Xin – 55. miejsce
- E Yincui – 62. miejsce
- Song Bo – 66. miejsce

Bieg na 15 km
- Li Hongxue – 29. miejsce
- Li Xin – 57. miejsce
- Man Dandan – nie ukończyła

Bieg na 30 km
- Li Hongxue – 27. miejsce
- Li Xin – 38. miejsce
- E Yincui – 47. miejsce